# هلاسنیتسه
هلاسنیتسه (به چکی: Hlásnice) یک منطقهٔ مسکونی در جمهوری چک است که در ناحیه اولومووتس واقع شده‌است. هلاسنیتسه ۲٫۷۶ کیلومتر مربع مساحت و ۱۵۷ نفر جمعیت دارد و ۳۸۰ متر بالاتر از سطح دریا واقع شده‌است.